# Klaus Beyer (Semitist)
Klaus Beyer (* 21. Januar 1929 in Fallersleben; † 12. April 2014) war ein deutscher evangelischer Theologe, Semitist und Hochschullehrer an der Ruprecht-Karls-Universität Heidelberg. Er galt als Nestor der deutschsprachigen Aramaistik.

## Leben
Beyer, Großneffe mütterlicherseits von Nikolaus Müller, wuchs in Fallersleben, Braunschweig und Posen auf. Vor der Schlacht um Posen floh die Familie 1945 in die Kurpfalz. Am Kurfürst-Friedrich-Gymnasium Heidelberg legte er sein Abitur ab. Anschließend studierte er evangelische Theologie, klassische Philologie und Semitistik zunächst an der Universität Heidelberg, später an der Universität Göttingen. Er studierte unter den Lehrern Wolfram von Soden, Gustav Hölscher und in Göttingen unter Karl Georg Kuhn. Beyer folgte Kuhn nach seinem Wechsel nach Heidelberg dorthin zurück und wurde 1960 mit der Schrift Semitische Konditionalsyntax im Neuen Testament zum Dr. theol. promoviert.
Unter Anton Schall habilitierte Beyer sich 1967 und erhielt die Venia legendi für Semitistik. Nach einer Tätigkeit in der Forschung an der Universität Heidelberg wurde Beyer 1979 dort ordentlicher Professor auf dem Lehrstuhl für Semitistik, den er bis zu seiner Emeritierung 1994 innehatte.

## Forschung
Beyers Forschungsschwerpunkte lag innerhalb der Semitistik vor allem auf der Aramaistik. Dort wiederum galt sein Hauptaugenmerk dem Aramäischen Palästinas zwischen Hellenismus und Islam, vor allem der frühen Entwicklung des Aramäischen. Er erarbeitete die Grundlagen der Grammatik des Aramäischen und erstellte eine Chronologie der aramäischen Lautgesetze sowie eine auf ihnen aufbauende präzise Gliederung des gesamten Altaramäischen. Nebenforschungstätigkeiten bildeten das Hebräische, Arabische, Altäthiopische und Amharische.

## Schriften (Auswahl)
- Semitische Syntax im Neuen Testament. 2. Auflage. Vandenhoeck & Ruprecht, Göttingen 1968.
- Althebräische Grammatik. Laut- und Formenlehre. Vandenhoeck & Ruprecht, Göttingen 1969.
- Die aramäischen Texte vom Toten Meer samt den Inschriften aus Palästina, dem Testament Levis aus der Kairoer Genisa, der Fastenrolle und den alten talmudischen Zitaten: Band 1. Vandenhoeck & Ruprecht, Göttingen 1984.
- Die aramäischen Inschriften aus Assur, Hatra und dem übrigen Ostmesopotamien (datiert 44 v. Chr. bis 238 n. Chr.). Vandenhoeck & Ruprecht, Göttingen 1998, ISBN 978-3-525-53645-2.
- Die aramäischen Texte vom Toten Meer samt den Inschriften aus Palästina, dem Testament Levis aus der Kairoer Genisa, der Fastenrolle und den alten talmudischen Zitaten: Band 2. Vandenhoeck & Ruprecht, Göttingen 2004, ISBN 3-525-53625-9.